# Ernst von Destouches
Ernst von Destouches (né le 4 janvier 1843 et mort le 24 avril 1916) est un archiviste allemand.

## Biographie
Petit-fils du dramaturge Joseph Anton von Destouches (de), Ernst étudie le droit à Munich. En 1863, à l'âge de 19 ans, il entre aux archives municipales de Munich et poursuit le travail de chronique sur la ville déjà commencé par son père. Il est par la suite employé notamment par le ministère des affaires étrangères. En 1876, il devient secrétaire des archives secrète d'État (Geheimen Haus-Staatsarchiv). En 1887, il est nommé au conseil royal. Il fonde le musée de la ville de Munich et y travaille à partir de 1873 en tant que conservateur. Sa vie durant il écrit de nombreuses notes sur l'histoire de la ville et les événements qui s'y déroule. Il est ainsi un témoin important du développement de l'Oktoberfest.

## Postérité
La Destouchesstraße de Munich est nommée en son honneur. Sa tombe se trouve au Südfriedhof de Munich.

## Œuvre
- (de) Geschichte des Historischen Museums und der Mailinger Sammlung der Stadt München, Munich, Lindauer, 1894.